# 복수 (질병)
복수(腹水, 영어: ascites)는 복막강에 물이 차는 현상을 가리키는 위장병학 용어이다.

## 분류
복수에는 세 가지 등급이 있다:
- 1급: 미약함. 초음파 및 CT 촬영에만 볼 수 있음.
- 2급: 측면이 부풀어오른 것이 확인됨.
- 3급: 직접적으로 눈에 띄며 액체가 흔들리는 것이 확인됨.

## 진단
복수의 진단은 신체검진(physical examination, P/E)이나 영상의학적 검사를 통해서 진행할 수 있다. 일반적으로 신체검진의 타진시 평가하는 이동탁음(shifting dullness)의 경우 500mL 이상의 복수가 있을 때 진단 가능하며, 초음파 검사의 경우 100mL 이상의 복수가 차 있는 경우 진단 가능하다.

## 병인
복수의 주요한 원인으로는 문맥 고혈압(portal hypertension)을 동반하는 간경변이나 심부전 등의 질환이 대표적이다. 한국인에서의 복수의 원인은 간경변증에 의한 경우가 60%, 악성 종양이 26%, 결핵성 복막염이 7%, 기타 질병이 8%를 차지하고 있다. 약 5%의 경우는 소위 말하는 혼합형(mixed type)으로 두 가지 이상 질환이 합병된 경우도 존재한다.
복수의 원인은 주로 복수천자를 시행한 후 얻어낸 복수를 추가적인 검사를 통해 감별하게 된다. 주로 시행하는 검사는 세포 수 분석(cell count), 총 단백질 농도(total protein), 알부민 농도의 측정이며, 추가적으로 그람 염색이나 포도당, 아밀라아제, 젖산탈수소효소(LDH) 등의 농도를 측정해 볼 수 있다.
복수의 감별진단은 혈청-복수 알부민 기울기(serum-ascites albumin gradient, SAAG)와 복수의 총 단백질 농도(total ascites protein)의 2가지 척도를 기준으로 시행하게 된다.
|                     |      | SAAG (g/dL)                   | SAAG (g/dL)                               |
| ------------------- | ---- | ----------------------------- | ----------------------------------------- |
|                     |      | <1.1                          | >1.1                                      |
| 총 단백질 양 (g/dL) | <2.5 | 신증후군                      | 간경변, 알코올성 간염                     |
| 총 단백질 양 (g/dL) | >2.5 | 복막암, 췌장염, 결핵성 복막염 | 우심부전, 버드-키아리 증후군, 간정맥 폐쇄 |

혈청-복수 알부민 기울기(serum-ascites albumin gradient, SAAG) - 여출액의 병인은 다음과 같다:
- 간경변 - 81% (알콜 65%, 바이러스성 10%, 원인 불명 6%)
- 심부전 - 3%
- 버드-키아리 증후군 / 정맥성 간 질환
- 수축성심막염
- 콰시오커
- 신증후군[5]

혈청-복수 알부민 기울기(serum-ascites albumin gradient, SAAG) - 삼출물(滲出物)의 병인은 다음과 같다:
- 암 - 10%
- 감염: 결핵 - 2% / 자발성 세균성 복막염(spontaneous bacterial peritonitis, SBP)
- 췌장염- 1%
- 장막염
- 선천성 맥관부종[6]

그 밖의 드문 병인은 다음과 같다:
- 메이그스 증후군
- 혈관염
- 갑상선 기능 저하증
- 신장 투석
- 복막 중피종

## 치료
간경변에 의한 복수의 경우, 심하지 않을 때에 한해 염분제한을 시행할 수 있다. 추가적으로 수분제한과 이뇨제를 투여할 수 있다. 복수가 대량으로 생긴 경우 대량 복수 천자를 통해 증상을 완화할 수 있다. 단, 이 경우 복수를 지나치게 많이 뽑는 경우 신기능 저하가 동반될 수 있으므로 복수 천자와 동시에 알부민을 정맥주사해 주어야 한다. 반복적인 복수가 계속 발생할 경우, 간 기능이 떨어져 있지 않다면 목정맥 경유 간속문맥 전신순환 지름술 (Transjugular intrahepatic portosystemic shunt ,TIPS)을 고려해 볼 수 있다.

## 참조
1. ↑  Moore, K. P.; Wong, F.; Gines, P.; Bernardi, M.; Ochs, A.; Salerno, F.; Angeli, P.; Porayko, M.; Moreau, R.; Garcia-Tsao, G.; Jimenez, W.; Planas, R.; Arroyo, V (2003). “The Management of Ascites in Cirrhosis: Report on the Consensus Conference of the International Ascites Club”. 《Hepatology》 2003 (38): 258–66. doi:10.1053/jhep.2003.50315. PMID 12830009.
2. ↑  황보영, 정지헌, 심재준 외. (2007). “천자검사를 받은 복수 환자의 원인 분석”. 《대한간학회지》 13 (2): 185–195. PMID 17585192.
3. ↑  이준성. “복수의 감별진단” (PDF). 《대한간학회 Postgraduate Course 2012》. 2015년 12월 8일에 원본 문서 (PDF)에서 보존된 문서. 2015년 12월 6일에 확인함.
4. ↑  Warrell DA, Cox TN, Firth JD, Benz ED. Oxford textbook of medicine. Oxford: Oxford University Press, 2003. ISBN 0-19-262922-0.
5. ↑  Patient UK (2009년 6월 10일). “Ascites Tapping”. 2010년 7월 19일에 원본 문서에서 보존된 문서. 2011년 12월 8일에 확인함.
6. ↑  Branco-Ferreira M, Pedro E, Barbosa MA, Carlos AG (1998). “Ascites in hereditary angioedema”. 《Allergy》 53 (5): 543–5. doi:10.1111/j.1398-9995.1998.tb04098.x. PMID 9636820.
7. ↑  김병호. “간경변성 복수의 치료” (PDF). 《대한간학회 Postgraduate Course 2012》.

## 같이 보기
- 대사증후군
- 당뇨병
- 역류성 식도염
- 복부비만
- 내장지방
- 합병증
- 흉수